# Восстание кристерос
Восста́ние кристе́рос (1 августа 1926 — 21 июня 1929) — вооружённый конфликт в Мексике между федеральными силами и повстанцами кристерос (Guerra de los Cristeros, самоназвание инсургентов от исп. Cristo — Христос), боровшимися против положений конституции 1917 года, направленных на ограничение роли Римско-католической церкви в стране.

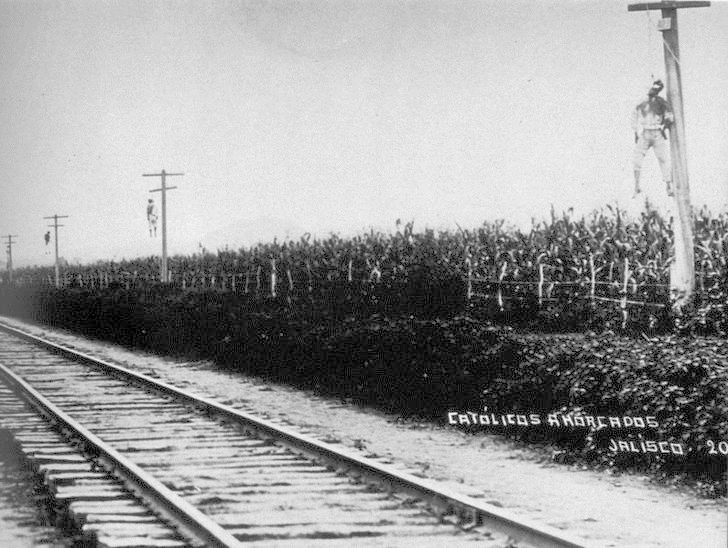
Казнённые кристерос, штат Халиско (1927 год)

## Предыстория
Конституция 1917 года лишила церковь права владеть недвижимым имуществом и приобретать его. Упразднялись монастыри, запрещалось религиозное обучение. Кроме этого, был установлен целый ряд ограничений на религиозную деятельность — религиозные акты могли проводиться только в стенах специально отведённых помещений, священникам запрещалось носить церковное облачение в общественных местах, не разрешалось поднимать в проповедях какие-либо политические вопросы. Также все служители церкви лишались избирательных прав. Запрещалась деятельность любых общественных организаций, в названии которых была отражена их связь с религией или церковью.
В начале 1926 года Плутарко Элиас Кальес принял ряд мер по осуществлению антиклерикальной программы конституции. В конце февраля из страны были высланы несколько десятков иностранных священников, не имевших по конституции права отправлять службу на территории Мексики. Президент предложил также изменить или дополнить уголовное законодательство, предусмотрев в нём наказание за нарушение антиклерикальных положений конституции.
В июне был опубликован текст такого закона, вступавшего в силу 1 августа. По новому закону любой иностранец, продолжавший совершать богослужения на территории Мексики, подлежал штрафу в размере 500 песо или аресту на 15 суток. Такое же наказание предусматривалось для священников, открывавших религиозные школы. Монастыри подлежали немедленному роспуску, а члены обнаруженных монашеских ассоциаций лишались свободы на срок до двух лет. Кроме того, священнослужитель, выступавший с призывами к неповиновению правительству, мог быть лишён свободы на срок от 6 лет, а с критикой конституции — на срок от года до 5 лет.

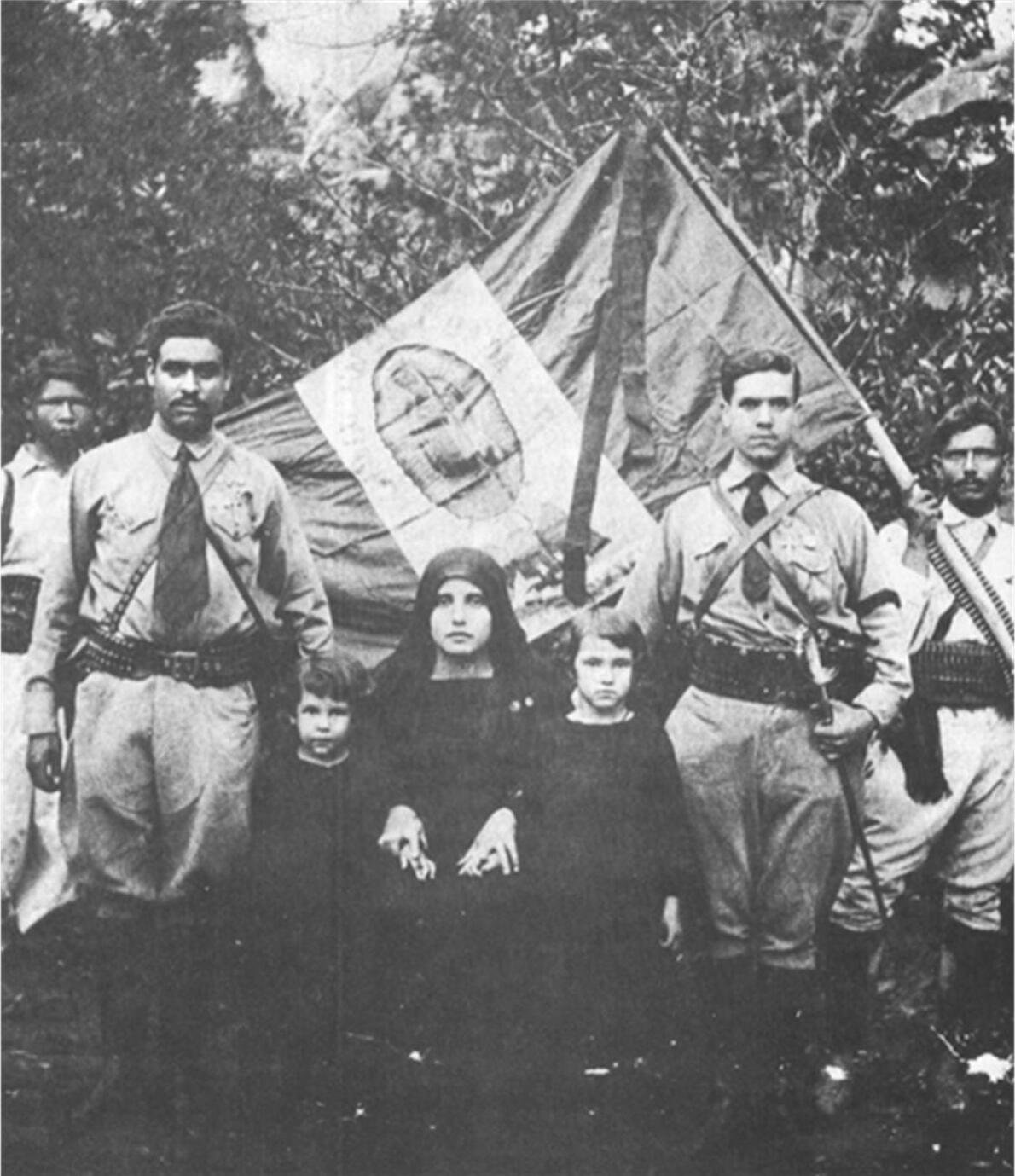
Командиры кристерос под знаменем восстания

## Конфликт
В июле 1926 года мексиканские епископы решили приостановить проведение богослужений в церквях, правительство сочло это решение попыткой настроить народ против государства. Прекращение богослужений положило начало кровопролитному восстанию кристерос.
Наиболее известными лидерами повстанцев были Энрике Горостьета, Хесус Дегольядо (фармацевт), Викториано Рамирес (управляющий) и два священника (Аристео Педроса и Хосе Рейес Вега). Непосредственно в боевых действиях участвовало пять священников.
23 февраля 1927 года кристерос одержали первую победу в Сан-Франсиско-дель-Ринкон (Гуанахуато), за ней последовала ещё одна — в Сан-Хулиане (Халиско). 19 апреля отец Вега совершил нападение на поезд, перевозивший деньги. В перестрелке был убит его брат. Люди Вега облили вагоны бензином и подожгли их, при этом погиб 51 мирный житель.
Это зверство повернуло общественное мнение против кристерос, и к лету восстание было почти полностью подавлено. Но оно обрело новую жизнь благодаря усилиям неграмотного, но прирождённого партизанского вождя, Викториано Рамиреса, известного как «El Catorce» (с исп. — «четырнадцать»). Легенда гласит, что это прозвище Рамирес получил, потому что во время побега из тюрьмы он убил все 14 человек из отряда, посланного за ним.
Были созданы также и женские бригады кристерос, их задачей был сбор денежных средств, оружия, провианта и информирования для бойцов-мужчин, и уход за ранеными. К концу войны эти формирования насчитывали 25 000 членов. Военные же силы кристерос насчитывали к 1929 году 50 000 человек.
Урегулирование конфликта стало возможным при более лояльно настроенном к церкви президенте Эмилио Портесе Хиле. В 1929 году при содействии США и Ватикана удалось несколько примирить духовенство и мексиканское правительство. Снова было разрешено религиозное воспитание (но не в школах), разрешалась подача ходатайств о реформировании законодательства, церковь была восстановлена в своих имущественных правах — хотя юридически недвижимость по-прежнему находилась в государственной собственности, церковь получала над ней фактический контроль. Это устраивало обе стороны, и духовенство прекратило поддержку инсургентов. Однако большинство повстанцев, чувствуя себя обманутыми, продолжало борьбу в течение нескольких лет.
Война унесла до 250 тысяч жизней: 60 000 человек со стороны федеральных войск, от 25 000 до 50 000 инсургентов-кристерос, и большое число гражданских лиц и уже разоружившихся кристерос, которые были убиты в антиклерикальных рейдах по окончании конфликта.

## Последствия
Правительство не выполнило условий перемирия — примерно 500 лидеров кристерос и 5000 рядовых участников сопротивления были расстреляны, часто в своих домах, в присутствии жён и детей. Особенно оскорбительной для католиков стала полная государственная монополия на образование. Преследования были продолжены и во время президентства Ласаро Карденаса, антикатолически настроенного социалиста, и не прекращались до 1940 года, когда президентом стал практикующий католик Мануэль Авила Камачо.
Последствия войны для церкви оказались весьма плачевными. В период с 1926 по 1934 год по меньшей мере 40 священников были убиты. Из 4500 священников, служивших Ватикану до восстания, в 1934 году осталось только 334 (имевших разрешение правительства), на 15 миллионов человек населения. Причиной сокращения количества священников стали эмиграция, высылка и убийства. К 1935 году 17 штатов не имело священников вовсе.
Движение кристерос послужило политико-идеологической первоосновой для ультраправых Текос, действующих в Мексике с середины 1930-х годов.
Только в 1988 году президент Карлос Салинас де Гортари возобновил дипломатические отношения со Святым Престолом, статья 130 Конституции была изменена, и Церкви была предоставлена правосубъектность, что ознаменовало начало нового этапа в отношениях Церкви и государства.

## В искусстве
- Роман Грэма Грина «Сила и слава».
- Фильм «Кристиада» (англ. «For Greater Glory») (2012)

## Комментарии
1. ↑  Повстанческая армия, осуществлявшая вооружённое сопротивление
2. ↑  Общественная организация, осуществлявшая ненасильственное сопротивление